# Замок королеви Бони
Замок королеви Бони — традиційна назва палацу, який існував у другій половині 16 — першій половині 20 ст. у Рогачові. Точна дата будівництва невідома. У XIX ст. використовується як склад провіанту.

## Архітектура

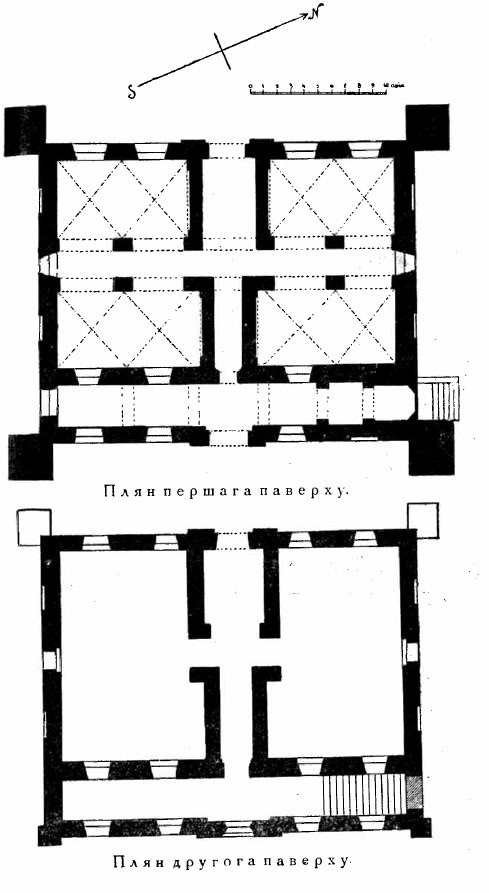
План замку, М. Щекотихін, 1926 р.

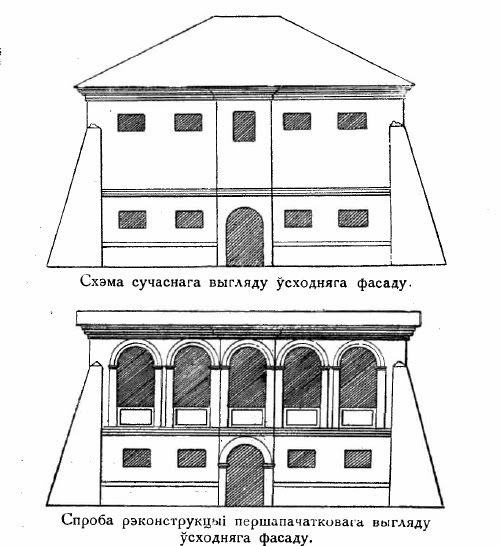
Реконструкція фасаду замку, М. Щекатихін, 1926 р.

Мурована двоповерхова прямокутна будівля розміром 21×14 м була накрита вальмовим дахом. Кути посилені потужними контрфорсами, які сягали висоти середини другого поверху. В елементах фасадів використана ренесансна ордерна пластика.
На першому поверсі, який призначався для службових приміщень, чотири мали однакові за розміром прямокутні у плані помешкання, відокремлені один від одного взаємно перпендикулярними коридорами. Споруди сполучалися з бічними коридорами широкими арками. Кожна кімната була перекрите парою хрестових склепінь, а коридори циліндричними. На верхньому поверсі були дві великі кімнати.

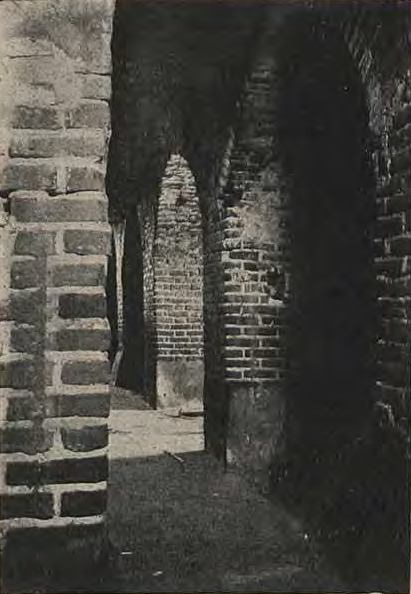
Інтер'єр замку в 1926 році

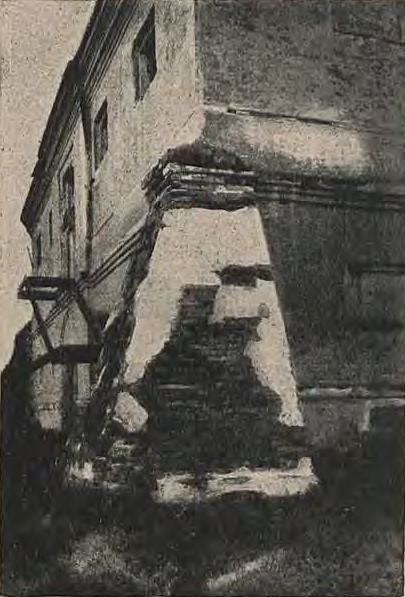
Контрфорс замку в 1926 році

Найцікавіші елементи цієї будівлі — двоповерхова галерея-вестибюль, яка проходила з півдня на північ уздовж головного фасаду, що виходить до Дніпра. У середній частині галерея була відкрита і нагадувала лоджії італійських палаців епохи Відродження. Його прикрашала ажурна кругова аркада на тонких стовпах, а в інтер'єрі — пілястри. У галереї були відкриті назовні сходи, які з'єднувала обидва поверхи.